# Kerzell
Kerzell è una frazione di 800 abitanti del comune tedesco di Eichenzell, situato nel land dell'Assia.